# Андрухаєв Хусен Борежевич
Хусен Борежевич Андрухаєв (2 березня 1920 — 8 листопада 1941) — адигейський радянський журналист, поет, Герой Радянського Союзу посмертно. Політрук роти 733-го стрілецького полку 136-ї стрілецької дивізії 18-ї армії Південного фронту, молодший політрук.

## Біографія
Хусен Борежевич Андрухаєв народився 2 березня 1920 року в аулі Хакурінохабль (нині — у Шовгеновському районі, Республіка Адигея) у селянській родині. Адиг (черкес). У 1935 році вступив до Адигейського педагогічного технікуму. У цьому ж році взяв участь у нараді молодих письменників у Ростові-на-Дону. З 1939 року, після закінчення технікуму, працював у редакції місцевої газети, з червня того ж року — кореспондентом обласної газети «Соціалістична Адигея». Журналіст, поет.
У Червоній Армії з січня 1940 року. З 1941 року, після закінчення Сталінградського військово-політичного училища, — молодший політрук, потім був призначений політруком роти 733-го стрілецького полку 136-ї стрілецької дивізії 18-ї армії.

### Подвиг
8 листопада 1941 року в запеклому бою на околиці села Дякове Антрацитівського району Ворошиловградської області німці, отримавши підкріплення в танках і живій силі, ведучи запеклий артилерійський та мінометний вогонь, прагнули якнайшвидше захопити село. Треба було зупинити їх і затримати, поки підійдуть резерви. У бою загинув командир роти. Відбулася звичайна в таких випадках розгубленість бійців. І тут пролунав гучний голос: — Слухай мою команду! — піднявшись на повний зріст, молодший політрук Х. Андрухаєв першим кинувся в атаку. За ним пішли вцілілі бійці роти. Але противник, який у багато разів перевершував атакуючих, оточував червоноармійців, прагнучи передусім взяти в полон командира (Андрухаєва). Він залишився прикривати вимушений відхід підрозділу.
Коли закінчилися патрони і німці його оточили, він взяв обидві руки протитанкові гранати, підпустивши противника на 10-15 метра, з криком «Візьміть, гади!» підірвав себе і близько 30 ворожих солдатів, що підступили. Користуючись замішанням ворога, бійці, що залишилися в живих, з його групи вийшли і з'єдналися зі своїми підрозділами.
Указом Президії Верховної Ради СРСР «Про присвоєння звання Героя Радянського Союзу начальницькому та рядовому складу Червоної Армії» від 27 березня 1942 року за «зразкове виконання бойових завдань командування та виявлені при цьому доблесть і мужність» удостоєний посмертного звання Герой Радянського Союзу.
Похований у братській могилі в селі Дякове Луганська область, Україна.

## Нагороди
- Медаль «Золота Зірка» Героя Радянського Союзу
- Орден Леніна

## Творчість
Перший вірш Андрухаєва адигейською мовою «Шехурадже» було опубліковано в пресі в 1934 році.
Найбільш відомі вірші «У портрета Маяковского», «Две жизни», «Два аула». У 1971 році в Майкопі вийшла його збірка «Я буду петь», у 1976 році — збірка російською та адигейською мовами «Считайте меня живым», яка була удостоєна літературної премії Кубанського комсомолу імені М. М. Островського.

## Пам'ять

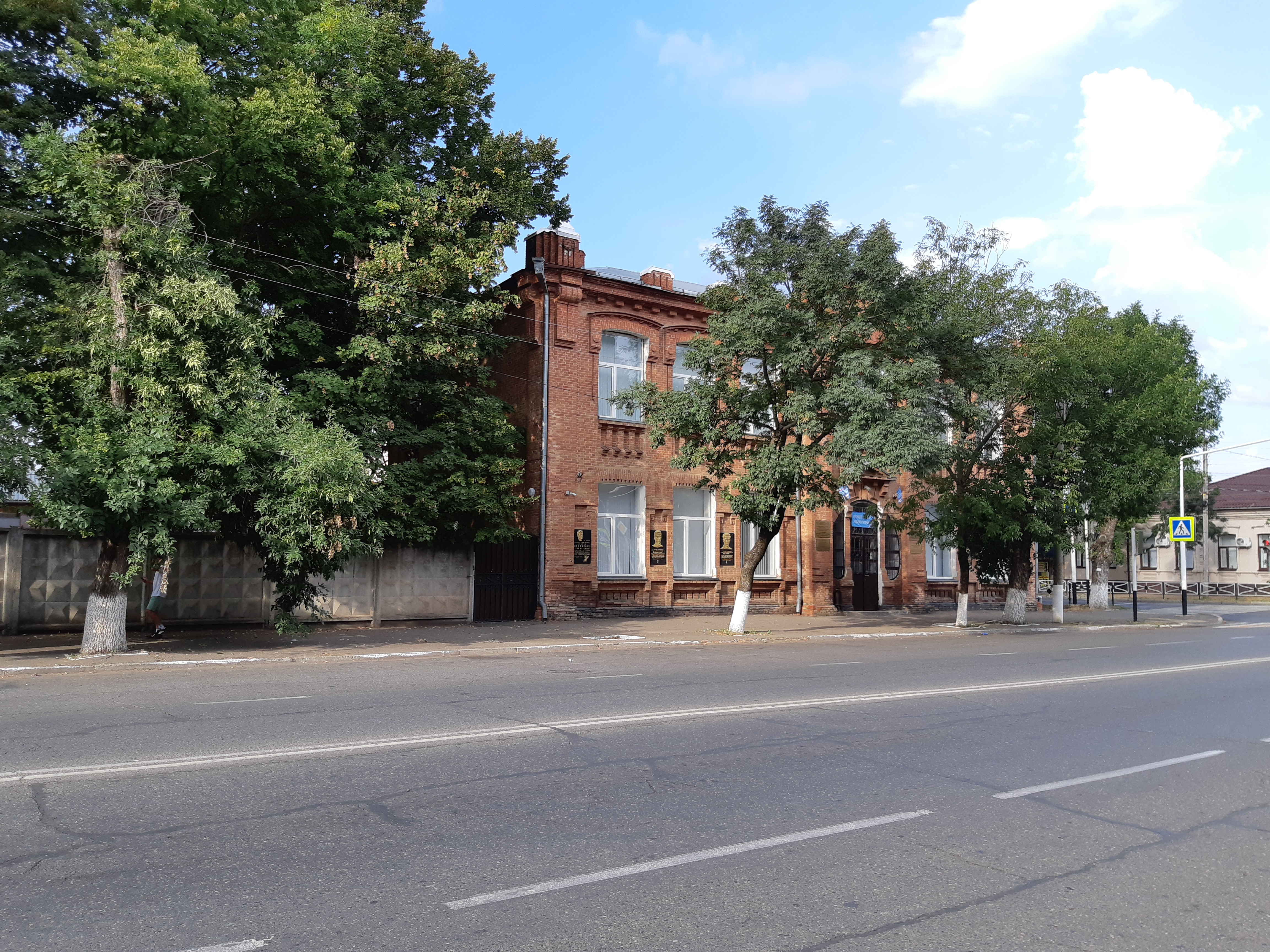
На будівлі педучилища, де навчався герой, встановлена меморіальна дошка

- Іменем Андрухаєва названо вулиці в Майкопі, Адигейську, Тлюстенхаблі, Хакуринохаблі, Тахтамукаї, Яблоновському, Старобжегокаї та в селі Дякове.
- Ім'ям героя названо невеликий теплохід, що здійснює рейси між Анапою та Джемете.
- Ім'ям героя названо Адигейський педагогічний коледж у Майкопі, на якому йому встановлено меморіальну дошку.
- У рідному аулі Хакурінохабль та в селі Дякове встановлені пам'ятники та відкриті музеї.
- У селі Дякове Луганської області встановлено пам'ятник Герою Радянського Союзу Хусену Андрухаєву[6][7].

## Цікавий факт
У жовтні 1942 року Герою Радянського Союзу Миколі Ільїну вручили снайперську гвинтівку імені Хусена Андрухаєва, на прикладі якої командування прикріпило металеву пластіну з написом «Імені Героя Радянського Союзу Х. Андрухаєва».